# 사가 TV

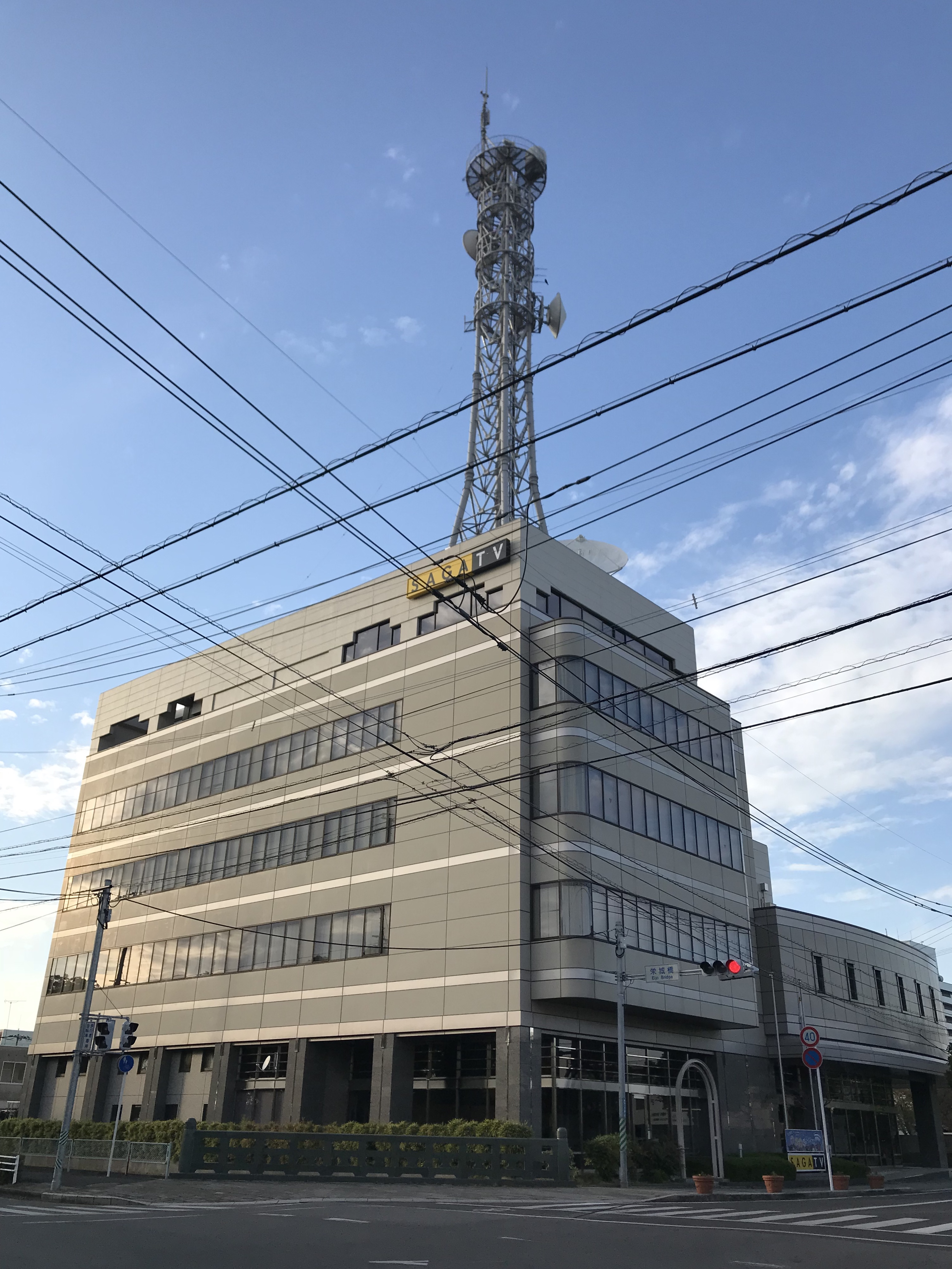

사가 TV는 1969년 4월 1일 사가현의 유일한 민영방송국으로 개국했다.
약칭은 sts, 콜사인은 JOSH-DTV이다.

## 연혁
- 1967년 11월 1일 - 「사가방송 주식회사」 설립.
- 1968년 - 「주식회사 사가TV」로 회사명 변경.
- 1969년 4월 1일 - 사가국·이마리국·가라쓰국 등 3개 중계국 체제로 본방송을 개시.
- 1995년 - 가라쓰 지국 개설.
- 2006년12월 1일 - 사가중계국과 이마리중계국에서 지상 디지털 텔레비전 방송 개시.
- 2011년 7월 24일 지상파 아날로그 텔레비전 방송 종료.

### 네트워크의 변천
- 1969년 4월 1일 - 후지텔레비전 계열 방송국으로 개국.뉴스 계열은 일관해서 FNN.
- 1969년 10월 1일 - FNS에 가맹.
  - 덧붙여 사가현의 유일한 텔레비전 방송국인 사가 TV가 후지TV 완전가맹국인 것은 개국 당시 후쿠오카의 후지 텔레비전 계열국 TV 니시닛폰이 아직 기타큐슈시에 본사가 있었기 때문이라는 설이 있다.
사가TV 설립 당시 후쿠오카현의 텔레비전 방송국은 후쿠오카시에 본사가 있어 전파를 사가현에 보내기 위해 따로 중계국을 설립할 필요가 없지만 TV 니시닛폰만 당시 기타큐슈시에 본사가 있어 그 결과 새 방송국이 후지 TV 계열국인 사가TV가 설립되었다는 설이 있다.
참고로 사가현의 대다수 지역은 TV 니시닛폰도 수신이 가능해서 사가현에는 후지TV 계열국이 사실상 2개가 존재하게 된다.

## 특징
- TV 나가사키가 크로스 네트워크 방송국이었던 시절에는 나가사키 사람들이 후지 TV계열 프로그램을 보기 위해 많이 시청했다.
- 원래 디지털 텔레비전 가상 채널번호로 8번을 쓸 예정 이었으나 방송구역이 중첩되는 TV 니시닛폰이 8번을 사용하면서 3번을 사용하게 되었다.

## 사가현에 있는 다른 텔레비전·라디오 방송국
- NHK 사가 방송국
- 나가사키 방송／NBC 라디오 사가 (NBC) (JRN·NRN계열, 라디오방송만 사가현이 방송구역에 포함)
- FM사가 (FMS) (JFN계열)